# 캄보디아 집단학살
캄보디아 집단학살(Cambodian genocide)은 1975년에서 1979년의 5년동안 민주 캄푸치아의 크메르 루주 정권이 1백 5십만 명 ~ 3백만 명을 죽인 일이다. 크메르 루주는 스탈린주의와 마오주의에 기반한 농업사회주의 국가를 건설하려 했고, 도시 인구를 강제이주시키고, 저항하는 자에 대해서는 고문, 학살, 노역이 가해졌다. 그러면서 농업정책도 실패하여 캄보디아 인구의 25퍼센트가 크메르 루주의 학살 및 기아와 질병으로 사망했다. 1979년 베트남이 캄보디아를 침공하여 크메르 루주를 실각시킴으로써 집단학살은 끝났다. 현재까지 20,000 개가 넘는 집단매장지가 발굴되었으며, 이러한 집단매장지를 소위 킬링필드라고 부른다.
크메르 루주 지도부는 학살이 시작된 것이 “인구의 정화”를 위한 것이었다고 주장했다. 2001년 1월 2일 캄보디아 정부는 크메르 루주 지도부 일부를 심판대에 세우기 위한 법안을 통과시켰다. 2009년 2월 17일부터 공판이 시작되었고, 2014년 8월 7일 누온 찌어와 키우 삼판에게 반인륜범죄 혐의에 대한 유죄 및 종신형이 선고되었다.

## 같이 보기
- 문화대혁명
- 탈쿨락화
- 대약진 운동
- 캄보디아의 역사
- 홀로도모르
- 지식인행동